# Lycianthes howardiana
Lycianthes howardiana är en potatisväxtart som beskrevs av D'arcy. Lycianthes howardiana ingår i Himmelsögonsläktet som ingår i familjen potatisväxter. Inga underarter finns listade i Catalogue of Life.